# 阿部正由
阿部 正由（あべ まさより）は、江戸時代中期から後期の大名。武蔵忍藩第8代藩主。寺社奉行、大坂城代、京都所司代。忠秋系阿部家8代。和歌山藩主徳川宗将の子で、はじめは松平頼朴（よりなお）と名乗った。

## 生涯
宝暦12年（1762年）11月22日、和歌山藩主・徳川宗将の十一男として生まれる。寛政5年（1793年）1月25日に忍藩主阿部正識の養子となり正識の養女を正室に迎える。同年2月に従五位下播磨守に叙任された。
寛政8年（1796年）2月21日、阿部家の家督を相続。寛政10年（1798年）奏者番、享和元年（1801年）7月17日に寺社奉行、文化元年（1804年）1月23日大坂城代、文化3年（1806年）10月12日京都所司代と幕府の要職を歴任した。
文化5年（1808年）10月11日に死去（公には11月22日と発表）、享年47（満45歳没）。長男の正権が家督を継いだ。

## 官歴
- 寛政5年（1793年）12月16日 - 従五位下・播磨守
- 文化3年（1806年） - 従四位下・豊後守・侍従

## 系譜
父母
- 徳川宗将（実父）
- 村上氏 ー 側室（実母）
- 阿部正識（養父）

正室
- 多喜 ー 阿部正識の養女、阿部正敏の娘

側室
- 泰寿院

子女
- 阿部酉次郎
- 阿部正権（次男）生母は泰寿院（側室）

養女
- 明子 ー 亀井茲尚正室、阿部正識の娘